# Ectobius parvosacculatus
Ectobius parvosacculatus är en kackerlacksart som beskrevs av Failla och Andre Messina 1974. Ectobius parvosacculatus ingår i släktet Ectobius och familjen småkackerlackor. Inga underarter finns listade i Catalogue of Life.